# Комине (Рона)
Комине (фр. Communay) насеље је и општина у источној Француској у региону Рона-Алпи, у департману Рона која припада префектури Лион.
По подацима из 2011. године у општини је живело 4031 становника, а густина насељености је износила 382,45 становника/km². Општина се простире на површини од 10,54 km². Налази се на средњој надморској висини од 180 метара (максималној 359 m, а минималној 210 m).

## Демографија
| 1962. | 1968. | 1975. | 1982. | 1990. | 1999. | 2011. |
| ----- | ----- | ----- | ----- | ----- | ----- | ----- |
| 1.062 | 1.247 | 1.859 | 2.356 | 2.918 | 3.883 | 4.031 |

График промене броја становника у току последњих година